# Hraše, Medvode
Hraše este o localitate din comuna Medvode, Slovenia, cu o populație de 509 locuitori.